# Raunak Sadhwani
Raunak Vivekanand Sadhwani (Nagpur, 22 dicembre 2005) è uno scacchista indiano.
Ha ottenuto la terza norma di Grande Maestro il 20 ottobre 2019, all'età di 13 anni, 9 mesi e 27 giorni.
In febbraio 2020, quando il titolo è stato ratificato dalla FIDE, è diventato il 65° Grande Maestro dell'India.

## Principali risultati
- 2016 – 1º nel campionato di Mumbai U13 con 7,5 /9;  2º dietro a R. Praggnanandhaa nel campionato asiatico U12 blitz (5 min+3") di Ulan Bator;
 terzo a Rajahmundry con 8 /11 nel campionato indiano U19 (all'età di 11 anni);[2]

- 2018 – 1° nella "Felix Cup" di Crișana in Romania;

- 2019 – in gennaio ottiene la 1ª norma di GM all'Open Aeroflot di Mosca; in aprile è terzo nel torneo "Orbis 2019" di Paraćin in Serbia; in agosto ottiene la 2ª norma nell'open di Porticcio in Corsica;  in ottobre ottiene la 3ª norma nel "FIDE Chess.com Grand Swiss" di Douglas nell'Isola di Man. Realizza 5,5 punti su 11 (+2 –2 =7), vincendo contro Alexander Motylev e Sanan Sjugirov, e pattando contro Sergei Karjakin, Péter Lékó, Pavel Eljanov, Gabriel Sargissian, Surya Shekhar Ganguly, Nihal Sarin e Maksim Chigaev.[3]

- 2022 – in agosto vince la medaglia di bronzo alle Olimpiadi di casa con la seconda formazione dell'India, in quinta scacchiera (riserva).
- 2023 – in ottobre vince la European Chess Club Cup con la squadra norvegese dell'Offerspill Sjakklubb del già campione del mondo Magnus Carlsen. Schierato in seconda scacchiera totalizza il punteggio di 5 su 7, senza sconfitte.[4]

Ha raggiunto il suo massimo rating FIDE in agosto 2022, con 2622 punti Elo.